# Mark Addy
Mark Addy Johnson (14. siječnja 1964.), engleski glumac.
Debitirao je na filmu 1997. godine i do sada je ostvario desetak uloga. Rođen je u Yorku. Glumački parteri bili su mu Jackie Chan, Robert Carlyle, Chris Rock, i mnogi drugi, te pokojni Heath Ledger.
U Igra prijestolja je glumio lik Roberta Baratheona.